# Wanda Bacewicz
Wanda Bacewicz (* 10. August 1911 in Łódź; † 1. Januar 2011 ebenda) war eine polnische Lyrikerin und Journalistin. Sie war die Schwester der Komponistin Grażyna Bacewicz.

## Leben
Bacewicz besuchte die Schule in Łódź und legte 1932 das Abitur ab. Zudem absolvierte sie das Musikkonservatorium Helena Kijeńska-Dobkiewiczowa. Anschließend studierte sie von 1933 bis 1937 an der Hochschule für Journalismus in Warschau. Zur Zeit der Deutschen Besetzung verblieb sie in Warschau und wurde während des Warschauer Aufstandes stark verwundet. Daraufhin gelangte sie über das Durchgangslager 121 Pruszków in das Krankenhaus in Grodzisk Mazowiecki.
Nach der Befreiung ging sie nach Lublin und arbeitete als Journalistin für die Gazeta Lubelska. Bereits nach einem halben Jahr kehrte sie nach Łódź zurück und verfasste Novellen für das Polskie Radio. Ende 1945 siedelte sie war nach Warschau um und führte ihre Tätigkeit als Journalistin und Lyrikerin weiter. Für den Krakauer Ruch Muzyczny war sie von 1946 bis 1947 Musikkorrespondentin und veröffentlichte von 1947 bis 1948 Musikkritiken für die Nowiny Literackie. Daneben arbeitete sie für die Zeitungen Tygodnik Warszawski, Warszawa und Odra.
Für die Warschauer Sender des Polskie Radio begann sie 1950 zu arbeiten, wo sie 1967 die Sendung Nuty, nutki leitete. Ihr lyrisches Debüt Drzewa erschien 1958 in der Zeitschrift Trybuna Literacka. In den Verband der Polnischen Literaten wurde sie 1963 aufgenommen, dem sie bis 1981 angehörte. Ihre Gedichte, Novellen, Artikel und Reportagen publizierte sie u. a. in Kamena, Życie Literackie, Tygodnik Kulturalny, Poezja, Stolica, Miesięcznik Literacki, Kutlura und Literatura.
1989 wurde sie in den Verein der Polnischen Schriftsteller aufgenommen.

## Werke
- Cisza i ciemność, 1961
- Ze wspomnień melomana, 1963
- Wykradanie ognia, 1964
- Waga, 1966
- Krąg otwarty, 1969
- Gwiazdy nas wodzą, 1974
- Odchodzenie, 1969
- Wiersze wybrane i nowe, 1984
- Ucieczka, 1987
- Jasność i czerń, 1991
- Póki trwamy, 2003

## Auszeichnungen
- 1974: Goldenes Verdienstkreuz